# Saligney
Saligney ist eine französische Gemeinde im Département Jura in der Region Bourgogne-Franche-Comté. Sie gehört zum Arrondissement Dole und zum Kanton Authume. 
Die angrenzenden Gemeinden sind Ougney im Nordosten, Gendrey im Osten, Sermange im Südosten, Serre-les-Moulières im Südwesten und Thervay im Nordwesten.

## Geschichte
Im Zweiten Weltkrieg befand sich Frankreich unter deutscher Besatzung. Am 27. Juli 1944 griff eine deutsche Einheit die Résistance-Gruppe von Saligney an und tötete oder deportierte deren Mitglieder.

## Bevölkerungsentwicklung
| Jahr                       | 1962 | 1968 | 1975 | 1982 | 1990 | 1999 | 2008 | 2017 |
| -------------------------- | ---- | ---- | ---- | ---- | ---- | ---- | ---- | ---- |
| Einwohner                  | 116  | 108  | 90   | 138  | 162  | 153  | 164  | 185  |
| Quellen: Cassini und INSEE |      |      |      |      |      |      |      |      |

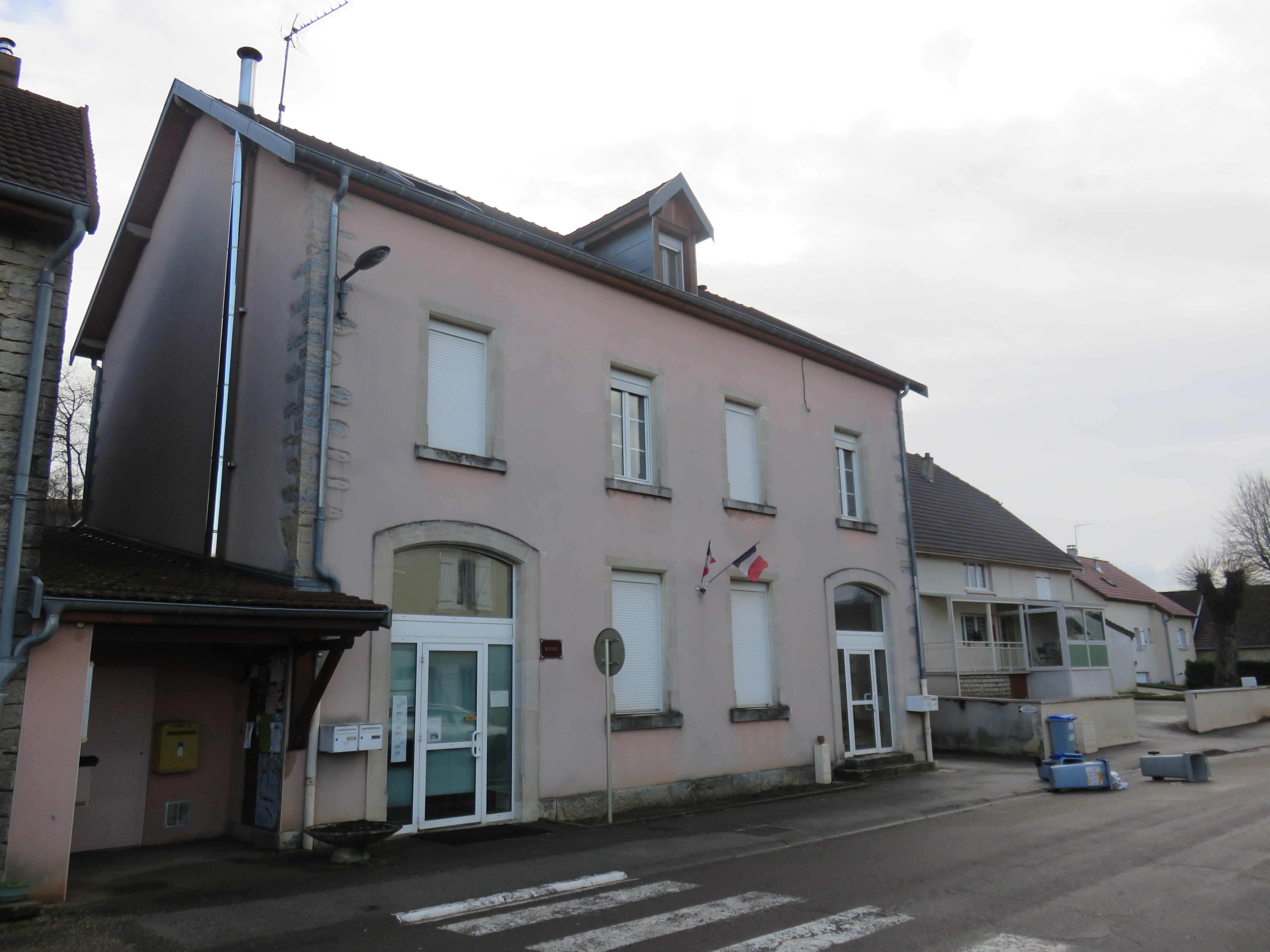
Mairie Saligney
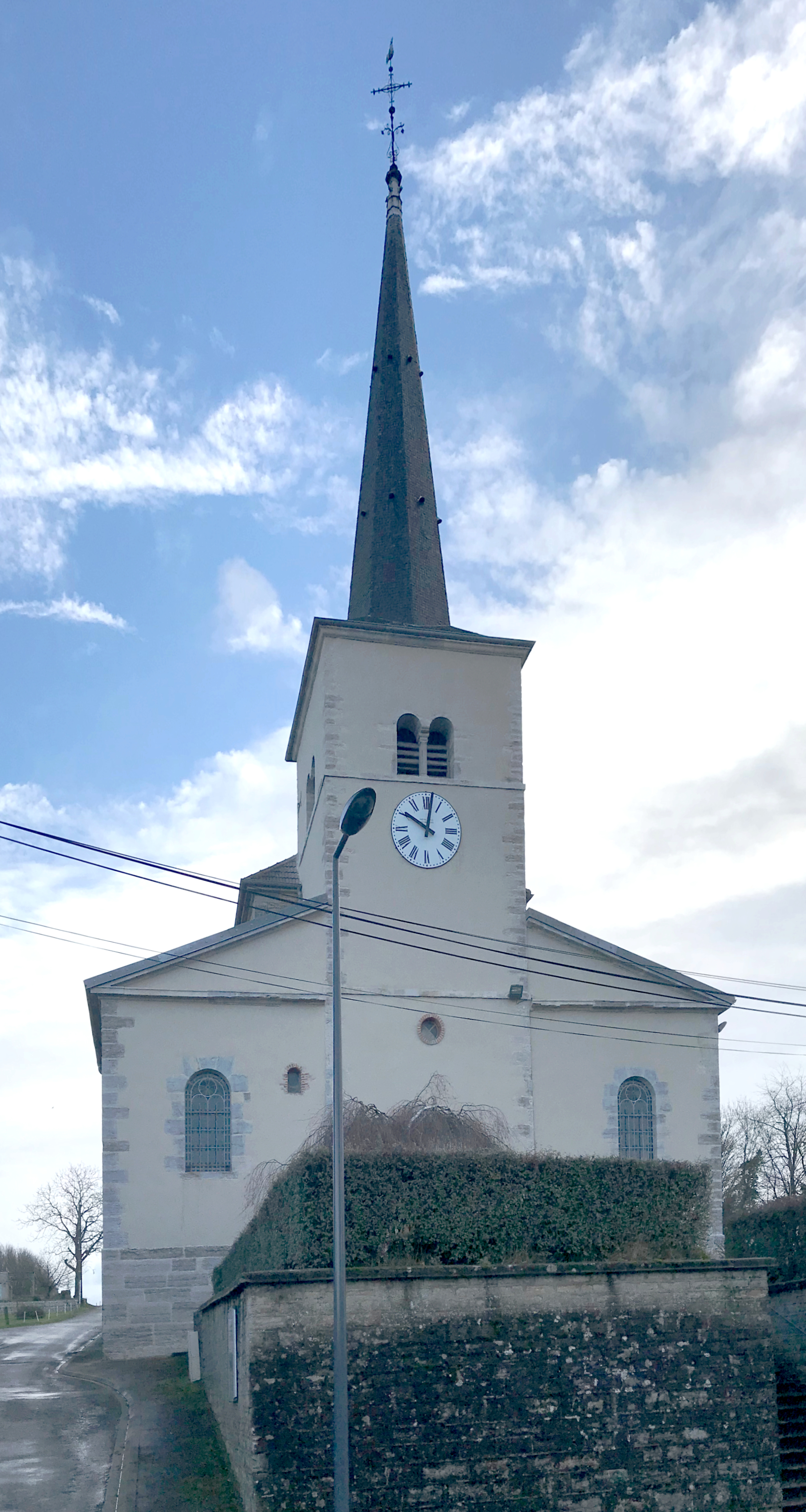
Kirche Saints-Ferréol-et-Fergeux